# Stilelibero
Stilelibero ist das achte Studioalbum von Eros Ramazzotti. Es wurde am 30. Oktober 2000 von Sony BMG Music Entertainment veröffentlicht. Es erhielt 2001 in Deutschland Doppel-Platin. Die am 7. November 2000 erschienene spanische Version mit dem Titel Estilo Libro war Ramazottis bis dahin erfolgreichste Album in den USA, es debütierte auf Platz 15 der Billboard Top Latin Albums und erhielt 2001 Platin. Das Lied Più che puoi ist ein Gesangsduett mit Cher.

## Aufnahmen
Die Aufnahmen zum Album fanden in verschiedenen Tonstudios in London, in den USA und in Italien statt, produziert wurde das Album von Ramazzotti unter Mitwirkung bekannter Produzenten wie Trevor Horn und Rick Nowels. An den Aufnahmen waren Sessionmusiker wie Keyboarder Greg Phillinganes, Gitarrist Michael Landau, Bassist Nathan East und Schlagzeuger Steve Ferrone beteiligt.

## Titelliste
1. L’ombra del gigante (Ramazzotti, C. Guidetti, A. Cogliati, L. Cherubini) – 4:42
2. Fuoco nel fuoco (Ramazzotti, Guidetti, Cogliati) – 4:02
3. Lo spirito degli alberi (Ramazzotti, Guidetti, A. Salerno) – 4:11
4. Un angelo non è (Ramazzotti, Guidetti, Cogliati) – 4:38
5. L’aquila e il condor (Ramazzotti, Guidetti, Cogliati, M> Fabrizio) – 4:26
6. Più che puoi (Ramazzotti, Cogliati, A. Galbiati, Cher) – 4:11 (Duett mit Cher)
7. Il mio amore per te (Ramazzotti, Cogliati, G. Dettori, L. Chiaravalli) – 4:14
8. E ancor mi chiedo (Ramazzotti, Guidetti, Cogliati) – 4:22
9. Improvvisa luce ad Est (Ramazzotti, Guidetti, Cherubini, V. Tosseto) – 4:41
10. Nell’azzurrità (Ramazzotti, Guidetti, Cogliati, Fabrizio) – 4:15
11. Amica donna mia (Ramazzotti, Guidetti, Cogliati) – 4:00
12. Per me per sempre (Ramazzotti, Guidetti, Cogliati, Fabrizio) – 3:52

## Rezeption
Giuliano Benassi von laut.de bemängelt die Veröffentlichungspolitik des Plattenlabels, die das ursprünglich für Frühjahr 2001 angekündigte Album bewusst bereits im Herbst 2000 auf den Markt gebracht hatte, um sich das Weihnachtsgeschäft nicht entgehen zu lassen. Er schreibt, dass das Album nicht Neues biete: „die Lieder handeln mal wieder von Liebe in allen Wandlungen, die Stimme ist nach wie vor nasal, die Arrangements sind unverändert Pop à la Creme“. Jose F. Promis von Allmusic dagegen meint, dass das Album einige der besten Titel des Künstlers enthalte. Insbesondere die Balladen hebt er hervor, die auf den vorangegangenen Veröffentlichungen durchaus zu den Schwachpunkten gehört haben, auf Stilelibero allerdings die Höhepunkte seien. So seien Un angelo non è, E ancor mi chiedo und besonders der letzte Titel Per me per sempre „atemberaubend schön“, und unterm Strich sei das Album einfach nur bezaubernd.

## Kommerzieller Erfolg

### Chartplatzierungen
| ChartsChartplatzierungen | Höchstplatzierung | Wochen |
| ------------------------ | ----------------- | ------ |
| Deutschland (GfK)        | 2 (63 Wo.)        | 63     |
| Italien (FIMI)           | 2 (81 Wo.)        | 81     |
| Österreich (Ö3)          | 3 (48 Wo.)        | 48     |
| Schweiz (IFPI)           | 1 (58 Wo.)        | 58     |

| ChartsJahrescharts (2000) | Platzierung |
| ------------------------- | ----------- |
| Deutschland (GfK)         | 49          |
| Italien (FIMI)            | 5           |
| Österreich (Ö3)           | 37          |
| Schweiz (IFPI)            | 5           |

| ChartsJahrescharts (2001) | Platzierung |
| ------------------------- | ----------- |
| Deutschland (GfK)         | 18          |
| Italien (FIMI)            | 6           |
| Österreich (Ö3)           | 31          |
| Schweiz (IFPI)            | 11          |

### Auszeichnungen für Musikverkäufe
Stilelibero wurde weltweit mit 6× Gold und 22× Platin ausgezeichnet. Damit verkaufte sich das Album laut Auszeichnungen über 2,4 Millionen Mal (inklusive Premium-Streaming).

| Land/Region               | Auszeichnungen für Musikverkäufe (Land/Region, Auszeichnung, Verkäufe) | Verkäufe    |
| ------------------------- | ---------------------------------------------------------------------- | ----------- |
| Belgien (BRMA)            | Platin                                                                 | 50.000      |
| Deutschland (BVMI)        | 2× Platin                                                              | 600.000     |
| Europa (IFPI)             | 2× Platin                                                              | (2.000.000) |
| Finnland (IFPI)           | Gold                                                                   | 25.769      |
| Frankreich (SNEP)         | Platin                                                                 | 300.000     |
| Griechenland (IFPI)       | Platin                                                                 | 20.000      |
| Kroatien (HDU)            | Gold                                                                   | 7.500       |
| Mexiko (AMPROFON)         | Platin                                                                 | 150.000     |
| Niederlande (NVPI)        | Gold                                                                   | 40.000      |
| Österreich (IFPI)         | Platin                                                                 | 50.000      |
| Polen (ZPAV)              | Gold                                                                   | 50.000      |
| Schweden (IFPI)           | Gold                                                                   | 40.000      |
| Schweiz (IFPI)            | 4× Platin                                                              | 200.000     |
| Spanien (Promusicae)      | 8× Platin                                                              | 800.000     |
| Ungarn (MAHASZ)           | Gold                                                                   | 25.000      |
| Vereinigte Staaten (RIAA) | Platin                                                                 | 60.000      |
| Insgesamt                 | 6× Gold · 22× Platin ·                                                 | 2.428.269   |

Hauptartikel: Eros Ramazzotti/Auszeichnungen für Musikverkäufe